# Vander Vieira
Vander Sacramento Vieira (Rio de Janeiro, 3 de outubro de 1988) é um futebolista brasileiro que atua como atacante e meia. Atualmente joga pelo Ethnikos Achnas.

## Carreira

### Início
Nascido na Pavuna, um bairro do Rio de Janeiro, Vander começou na escolinha de futsal do Madureira, tendo passado também pelo Fluminense antes de chegar ao Flamengo em 1997, após passar um teste. Porém só atuou efetivamente no ano seguinte por estar indo mal na escola.

### Flamengo
Atuou na base juntamente com jogadores como Renato Augusto, Kayke, Anderson Bamba, Paulo Sérgio, Erick Flores, Bruno Mezena, Vinícius Pacheco e Paulo Victor, tendo sido o camisa 10 do time na época. Em 2007, em uma equipe liderada pelo treinador,  ex-jogador e ídolo do clubes Adílio, Vander ajudou a equipa rubro-negra a conquistar o terceiro lugar em um torneio Sub-19 na Malásia, em um torneio que tinha grande clubes como Milan, Inter de Milão, Bayern, Chelsea, Ajax, Manchester United. Porém, sua estadia no rubro-negro foi curta no profissional, devido a seu temperamento e deslumbre.

#### Empréstimos ao America e Duque de Caxias
Em 2009, Vander foi integrado ao time principal na equipe comandada por Cuca na época, mas não teve espaço no time e foi emprestado ao América, indicado por Romário e posteriormente ao Duque de Caxias, mas não conseguiu êxito em nenhum dos dois clubes.

### Democrata-GV e empréstimo ao Ipatinga
Em 2011, foi contratado pelo Democrata-GV e disputou o Campeonato Mineiro, tendo em junho ao ser indicado pelo técnico Ney da Matta, anunciado por empréstimo como novo reforço do Ipatinga, juntamente com seu companheiro de clube Adiel Lucas, assinando até o final da Série C de 2011. Foi importante ao fazer o gol da vitória de 3–2 sobre a Chapecoense em 10 de outubro, gol que garantiu o acesso do Tigre à Série B de 2012.

### Botev Plovdiv
Em 13 de julho de 2012, Vander mudou-se para a Europa e assinou com Botev Plovdiv, da Primeira Divisão da Bulgária. Logo em sua primeira temporada,Vander foi eleito um dos dez melhores do Campeonato Búlgaro de 2012–13, sendo o único estrangeiro.
Embora Vander estivesse sendo um dos melhores jogadores e um dos favoritos da torcida búlgara, atuou em apenas três jogos pelo Botev na campanha da Liga Europa da UEFA de 2013-14 devido a lesões musculares e fadiga. Na final da Copa da Bulgária de 2013–14 contra Ludogorets Razgrad, em um jogo marcado por tumulto pelo fato da torcida do Boteb atear fogo em alguns setores da arquibancada, Vander acabou sendo expulso por uma falta dura e viu seu time perder de 1–0, ficando com o vice-campeonato.
Seu clube ainda disputaria a final da Supercopa da Bulgária de 2014, mas acabou sendo derrotado e Vander não entrou na partida. Foi liberado pelo clube em 31 de agosto de 2014, depois de atuar em apenas 2 jogos durante a época 2014–15, no meio dos problemas financeiros da Botev.

### AEK Larnaca
A 31 de Agosto de 2014, assinou um contrato de um ano com a opção de renovação por mais uma temporada com a AEK Larnaca, clube do Chipre. Na sua primeira temporada em Chipre, Vander foi eleito o melhor jogador estrangeiro da Campeonato Cipriota de Futebol de 2014-15, uma vez que apareceu em 28 jogos da liga e marcou 4 gols, ajudando o Larnaca a terminar no 2º lugar pela primeira vez na sua história.

### APOEL
No dia 29 de maio de 2015, Vander assinou um contrato de três anos com o APOEL, também do Chipre, por uma taxa de transferência de 100.000 euros. Fez a sua estreia oficial em 21 de julho de 2015, no empate de 1–1 contra o FK Vardar na segunda ronda de qualificação da Liga dos Campeões da UEFA. Marcou o seu primeiro golo pelo clube justamente contra o seu ex-clube, AEK Larnaca, em 12 de Setembro de 2015, num empate de 2–2 válido pela Primeira Divisão Cipriota. No final da época foi coroado campeão pela primeira vez na sua carreira, pois a sua equipa conseguiu conquistar o título do Campeonato Cipriota pela quarta vez consecutiva.
Em 2 de agosto de 2016, Vander teve um atuação de destaque na de 3–0 sobre o Rosenborg, válido pela terceira rodada da qualificação da UEFA Champions League, tendo dada uma assistência para o 1.º gol e feito o 2.º gol de seu clube. Devido à suas boas atuações, o Botafogo cogitou sua contratação na época, mas a proposta foi recusada pelo clube cipriota.

### Ajman Club
No início da temporada de 2021, foi contratado pelo Ajman Club, também dos Emirados Árabes Unidos, assinando por dois anos.

### Always Ready
Em janeiro de 2021, Vander foi anunciado como novo reforço do Always Ready para disputar a Copa Libertadores da América de 2021, após 52 anos. Fez um dos gols de seu clube na derrota de 7–2 para o Deportivo Tachira, em jogo da Libertadores. Ao todo fez 12 jogos e 1 gol pelo clube boliviano.

### Sport
Após sair do Always Ready e ficar sem atuar desde maio, em 20 de setembro de 2021, Vander foi anunciado como novo reforço do Sport para a disputa do restante do Campeonato Brasileiro de 2021, assinando contrato até fim de 2021. Mesmo após ser regularizado para atuar pelo Sport na temporada, Vander não pode estrear pelo fato do clube recifiense não escrevê-lo a tempo no Brasileirão.
Apesar de ter sido procurado pela diretoria para renovar seu contrato, não chegou a um acordo com a diretoria e encerrou sua passagem pelo clube sem atuar em nenhuma partida.

### Ethnikos Achnas
Em 29 de agosto de 2022, foi anunciado pelo Ethnikos Achna, da Segunda Divisão Cipriota. Fez 14 gols e distribuiu cinco assistências no torneio, tendo figurado no time da temporada.

## Estatísticas
Atualizadas até 22 de setembro de 2021.
| Clube             | Temporada         | Campeonato Nacional | Campeonato Nacional | Campeonato Nacional | Copa Nacional[a] | Copa Nacional[a] | Copa Nacional[a] | Competições continentais[b] | Competições continentais[b] | Competições continentais[b] | Outros torneios[c] | Outros torneios[c] | Outros torneios[c] | Total | Total | Total   |
| Clube             | Temporada         | Jogos               | Gols                | Assist.             | Jogos            | Gols             | Assist.          | Jogos                       | Gols                        | Assist.                     | Jogos              | Gols               | Assist.            | Jogos | Gols  | Assist. |
| ----------------- | ----------------- | ------------------- | ------------------- | ------------------- | ---------------- | ---------------- | ---------------- | --------------------------- | --------------------------- | --------------------------- | ------------------ | ------------------ | ------------------ | ----- | ----- | ------- |
| Duque de Caxias   | 2010              | 3                   | 0                   | 0                   | 0                | 0                | 0                | —                           | —                           | —                           | 14                 | 0                  | 0                  | 17    | 0     | 0       |
| Duque de Caxias   | Total             | 3                   | 0                   | 0                   | 0                | 0                | 0                | 0                           | 0                           | 0                           | 14                 | 0                  | 0                  | 17    | 0     | 0       |
| Democrata         | 2011              | —                   | —                   | —                   | 0                | 0                | 0                | —                           | —                           | —                           | 8                  | 2                  | 0                  | 8     | 2     | 0       |
| Democrata         | Total             | 0                   | 0                   | 0                   | 0                | 0                | 0                | 0                           | 0                           | 0                           | 8                  | 2                  | 0                  | 8     | 2     | 0       |
| Ipatinga          | 2011              | 12                  | 2                   | 0                   | 0                | 0                | 0                | —                           | —                           | —                           | —                  | —                  | —                  | 12    | 2     | 0       |
| Ipatinga          | Total             | 12                  | 2                   | 0                   | 0                | 0                | 0                | 0                           | 0                           | 0                           | 0                  | 0                  | 0                  | 12    | 2     | 0       |
| Botev Plovdiv     | 2012–13           | 23                  | 6                   | 4                   | 1                | 0                | 0                | —                           | —                           | —                           | —                  | —                  | —                  | 24    | 6     | 4       |
| Botev Plovdiv     | 2013–14           | 26                  | 3                   | 5                   | 8                | 0                | 1                | 3                           | 1                           | 0                           | —                  | —                  | —                  | 37    | 4     | 6       |
| Botev Plovdiv     | 2014–15           | 2                   | 0                   | 0                   | 0                | 0                | 0                | —                           | —                           | —                           | 0                  | 0                  | 0                  | 2     | 0     | 0       |
| Botev Plovdiv     | Total             | 51                  | 9                   | 9                   | 9                | 0                | 1                | 3                           | 1                           | 0                           | 0                  | 0                  | 0                  | 63    | 10    | 10      |
| AEK Larnaca       | 2014–15           | 28                  | 4                   | 0                   | 0                | 0                | 0                | —                           | —                           | —                           | —                  | —                  | —                  | 28    | 4     | 0       |
| AEK Larnaca       | Total             | 28                  | 4                   | 0                   | 0                | 0                | 0                | 0                           | 0                           | 0                           | 0                  | 0                  | 0                  | 28    | 4     | 0       |
| APOEL             | 2015–16           | 30                  | 6                   | 1                   | 0                | 0                | 0                | 10                          | 0                           | 0                           | —                  | —                  | —                  | 40    | 6     | 1       |
| APOEL             | 2016–17           | 28                  | 3                   | 8                   | 0                | 0                | 0                | 13                          | 1                           | 1                           | —                  | —                  | —                  | 41    | 4     | 9       |
| APOEL             | 2017–18           | 0                   | 0                   | 0                   | —                | —                | —                | 4                           | 0                           | 0                           | 0                  | 0                  | 0                  | 4     | 0     | 0       |
| APOEL             | Total             | 58                  | 9                   | 9                   | 8                | 1                | 0                | 27                          | 1                           | 1                           | 0                  | 0                  | 0                  | 85    | 10    | 10      |
| Al-Sharjah        | 2017–18           | 18                  | 8                   | 6                   | —                | —                | —                | —                           | —                           | —                           | —                  | —                  | —                  | 18    | 8     | 6       |
| Al-Sharjah        | Total             | 18                  | 8                   | 6                   | 0                | 0                | 0                | 0                           | 0                           | 0                           | 0                  | 0                  | 0                  | 18    | 8     | 6       |
| Ajman Club        | 2018–19           | 23                  | 8                   | 5                   | —                | —                | —                | —                           | —                           | —                           | —                  | —                  | —                  | 23    | 8     | 5       |
| Ajman Club        | 2019–20           | 18                  | 6                   | 6                   | —                | —                | —                | —                           | —                           | —                           | —                  | —                  | —                  | 18    | 6     | 6       |
| Ajman Club        | Total             | 41                  | 14                  | 11                  | 0                | 0                | 0                | 0                           | 0                           | 0                           | 0                  | 0                  | 0                  | 41    | 14    | 11      |
| Always Ready      | 2021              | 6                   | 1                   | 0                   | 0                | 0                | 0                | 6                           | 0                           | 4                           | —                  | —                  | —                  | 12    | 1     | 4       |
| Always Ready      | Total             | 6                   | 1                   | 0                   | 0                | 0                | 0                | 6                           | 0                           | 4                           | 0                  | 0                  | 0                  | 12    | 1     | 4       |
| Sport             | 2021              | 0                   | 0                   | 0                   | —                | —                | —                | —                           | —                           | —                           | —                  | —                  | —                  | 0     | 0     | 0       |
| Sport             | 2022              | —                   | —                   | —                   | —                | —                | —                | —                           | —                           | —                           | —                  | —                  | —                  | 0     | 0     | 0       |
| Sport             | Total             | 0                   | 0                   | 0                   | 0                | 0                | 0                | 0                           | 0                           | 0                           | 0                  | 0                  | 0                  | 0     | 0     | 0       |
| Total na carreira | Total na carreira | 217                 | 46                  | 35                  | 17               | 1                | 1                | 36                          | 2                           | 5                           | 22                 | 2                  | 0                  | 284   | 51    | 41      |

- a. ^ Jogos da Copa do Brasil e Copa da Bulgária
- b. ^ Jogos da Liga dos Campeões da UEFA e Liga Europa da UEFA
- c. ^ Jogos do Campeonato Carioca

## Títulos
APOEL
- Campeonato Cipriota de Futebol: 2015–16, 2016–17[carece de fontes?]